# Catriona Le May Doan
Catriona Le May-Doan, född den 23 december 1970 i Saskatoon, Kanada, är en kanadensisk skridskoåkare.
Hon tog OS-guld på damernas 500 meter och OS-brons på damernas 1 000 meter i samband med de olympiska skridskotävlingarna 1998 i Nagano. Catriona Le May Doan tog OS-guld igen på damernas 500 meter i samband med de olympiska skridskotävlingarna 2002 i Salt Lake City.